# Fondánový papír
Fondánový papír, také nazývaný fondánový nebo fondantový list, je podklad pro jedlý tisk a používá se na dekoraci cukrářských výrobků, především slavnostních dortů.
Potištěný fondantový list je možné ohýbat a modelovat, lze tak vytvořit na dortu i 3D dekorace potištěné vlastními obrázky. Je sněhově bílý, proto je velmi vhodný na dekoraci bílých dortů a zákusků, fotografie nebo jiný obrázek na něm vynikne.
Kvalita tisku na tento podklad je vynikající a s kvalitou tisku na běžný jedlý papír nesrovnatelná.[zdroj?] Fondánový papír je na rozdíl od běžného jedlého papíru vhodný na dekoraci všech cukrářských výrobků (dorty, zákusky, čokoláda, marcipán atd.). Není vhodný pouze na ty, jejichž povrch je upravený šlehačkou (nesnáší vlhkost). Naopak velmi dobře snáší zamražení.
Patří mezi nejsilnější podklady pro jedlý tisk, má sílu cca jeden milimetr. 
Obsahuje cukr, sušený glukózový sirup, zvlhčovadlo: sorbitol, voda, olej z palmových jader, stabilizátor: xanthanová guma, sorbát draselný, guma ze svatojánského chleba, tragantová guma, zahušťovadlo: hydroxypropylmethyl celulóza, monopropylen celulóza. 

## Použití
Fondánový papír se nemá potírat decorgelem – nevpije se. Rub se lehce navlhčí pomocí houbičky vodou (dává-li se fondánový list na krém, není nutné jej vlhčit). Má-li dobře držet na potahové hmotě, lze použít místo vody jedlé lepidlo. Na suchu ztvrdne (tomu lze předejít navlhčením ze spodní strany a uzavřením do sáčku), v přílišné vlhkosti se rozpouští. Teplem měkne, chladem tuhne – toho lze využít při práci s ním. Froster mu neuškodí, výrobek lze zamrazit.

## Alternativní jedlé tisky
- Jedlý papír
- Decor papír
- Icefrosting
- Chocodecor